# Diploexochus jeanneli
Diploexochus jeanneli är en kräftdjursart som beskrevs av Paulian de Felice 1945. Diploexochus jeanneli ingår i släktet Diploexochus och familjen Armadillidae. Inga underarter finns listade i Catalogue of Life.